# Erland Jung
Erland Viktor Jung, född 14 april 1908 i Stockholm, död 10 april 1989 i Landskrona, var en svensk ingenjör. Han var son till Torsten Jung.
Efter studentexamen i Jönköping 1926 utexaminerades Jung från Kungliga Tekniska högskolan 1931. Han blev ingenjör AB Jönköpings Motorfabrik samma år, konstruktör vid SKF i Göteborg 1934, direktörsassistent vid AB Separator-Nobel 1935, överingenjör vid AB Nordiska armaturfabrikerna (NAF) 1946 och vid AB Landsverk i Landskrona 1949. Erland Jung är begravd på Landskrona kyrkogård.